# 중기 구석기 시대
| 인류 역사의 구분  |             |           |           |
| 홀 로 세          | 역사 시대   | 역사 시대 | 역사 시대 |
| 홀 로 세          | 철기 시대   |           |           |
| 홀 로 세          | 청동기 시대 |           |           |
| 홀 로 세          | 동기 시대   |           |           |
| 홀 로 세          | 신석기 시대 |           |           |
| 홀 로 세          | 중석기 시대 |           |           |
| 플 라 이 스 토 세 | 후기 구석기 |           |           |
| 플 라 이 스 토 세 | 중기 구석기 |           |           |
| 플 라 이 스 토 세 | 전기 구석기 |           |           |
| 플 라 이 스 토 세 | 구석기 시대 |           |           |
| 플 라 이 스 토 세 | 석기 시대   |           |           |

중기 구석기 시대(Middle Paleolithic, 中期舊石器時代)는 유럽이나 아프리카, 아시아에서 구석기 시대 세부 분류 중 두 번째 단계에 속하는 시기이다. 중기 석기 시대라는 용어는 아프리카 고고학에서는 중기 구석기 시대와 동일하게 사용된다. 중기 구석기 시대는 지역마다 꽤 많은 연대 차가 존재하지만, 30만년 전에서 3만년 전까지의 기간이다. 이 시기에는 네안데르탈인과 제5형태의 돌도끼, 돌칼이 존재하였다. 중기 구석기 시대는 약 5만년에서 4만년 전에 시작되는 후기 구석기 시대로 연결된다.
이 기간은 네안데르탈인이 유럽에서 30만년 전에서 3만년 사이의 기간에 번성하였다. 현생 인류와 계통발생적 분리가 일어나는 시기는 이 시기까지 거슬러 올라가며, 미토콘드리아 이브는 15만년 전까지 거슬러 올라가고, Y 염색체 아담은 9만년 전에 출현한다. 게다가 아프리카 기원 가설에 의하면, 현생 인류는 아프리카에서 중기 구석기 시대인 10만년에서 7만년 전에 이주를 하여, 기존에 살고 있던 호모 네안데르탈렌시스이나 호모 에렉투스와 같은 원생 인류를 대체했다고 한다.

## 유적지

### 한국
- 웅기[3] 굴포리: 광복 이후 북한에서 최초로 발굴된 구석기 시대 유적.
- 청원 두루봉 동굴: 완벽한 모양의 인골(흥수아이) 발견, 망자에 대한 추모의식 추청.
- 제천 점말 동굴: 남한 최초(처음으로 확인된) 인골 발견.
- 덕천 승리산 동굴: 아래층에선 덕천인(10만년전, 아이의 인골), 위층에선 승리산 사람(어른)의 뼈(인골)가 발견된 곳.
- 평양 만달리 동굴: 만달사람의 뼈가 발견된 곳으로서 북한 학계의 단일민족기원설의 근거 유적.
- 단양 상시리 바위그늘: 남한 최고(가장 오래된)의 인골 발견.

### 그 외
- 액슬러(AxLor), 스페인
- 네안데르탈인, 독일

## 같이 보기
- 선사 시대
- 석기 시대